# Dendrocopos analis
A Dendrocopos analis a madarak (Aves) osztályának harkályalakúak (Piciformes) rendjébe, ezen belül a harkályfélék (Picidae) családjába tartozó faj.

## Rendszerezése
A fajt Charles Lucien Jules Laurent Bonaparte francia természettudós írta le 1850-ben, a Picus nembe Picus analis néven. Egyes szervezetek a szerint a Dendrocopos macei alfaja Dendrocopos macei analis néven.

## Alfajai
- Dendrocopos analis andamanensis (Blyth, 1859)
- Dendrocopos analis longipennis Hesse, 1912
- Dendrocopos analis analis (Bonaparte, 1850)[2]

## Előfordulása
Indonézia, Laosz, Mianmar, Thaiföld és Vietnám területén honos. A természetes élőhelye a szubtrópusi vagy trópusi síkvidéki és hegyi esőerdők, száraz erdők, legelő, cserjések, ültetvények és vidéki kertek. Állandó, nem vonuló faj.

## Megjelenése
Testhossza 16–18 centiméter.

## Életmódja
Rovarokkal és hangyákkal táplálkozik, de fogyaszt bogyók és gyümölcsök is.